# Kluk (Dubá)
Kluk (německy Kluk) je osada a část města Dubá v okrese Česká Lípa. Nachází se asi 3,5 kilometru jihovýchodně od Dubé, v katastrálním území Dražejov u Dubé o výměře 5,08 km².

## Historie
První písemná zmínka o vesnici pochází z roku 1545.

## Obyvatelstvo
Při sčítání lidu v roce 1921 ve vsi žilo 56 obyvatel (z toho 25 mužů), z nichž byl jeden Čechoslovák a 55 Němců. Všichni se hlásili k římskokatolické církvi. Podle sčítání lidu z roku 1930 měla vesnice 62 obyvatel: tři Čechoslováky a 59 Němců. Opět všichni byli římskými katolíky.

## Pamětihodnosti
- Pozůstatky středověkého hrádku neznámého jména na ostrožně nad silnicí východně od samoty